# Ceresium tonkinense
Ceresium tonkinense là một loài bọ cánh cứng trong họ Cerambycidae.